# Roswitha Dautermann
Roswitha Dautermann (* 5. Februar 1962 in Feldbach (Steiermark)) ist eine österreichische Keramikerin, Malerin und Illustratorin.

## Leben

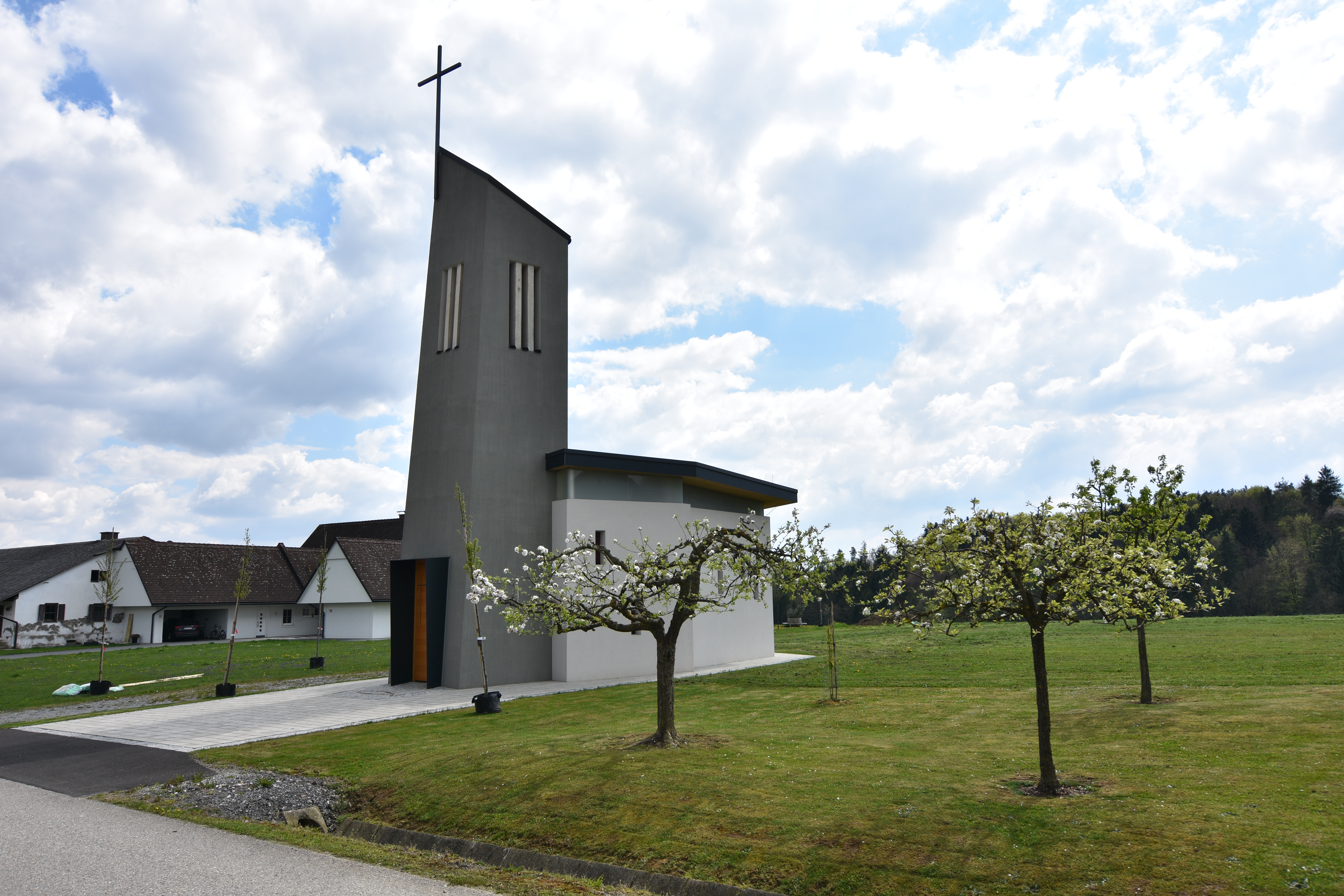
Kapelle in Manning, architektonisch geplant und künstlerisch ausgestattet von Roswitha Dautermann

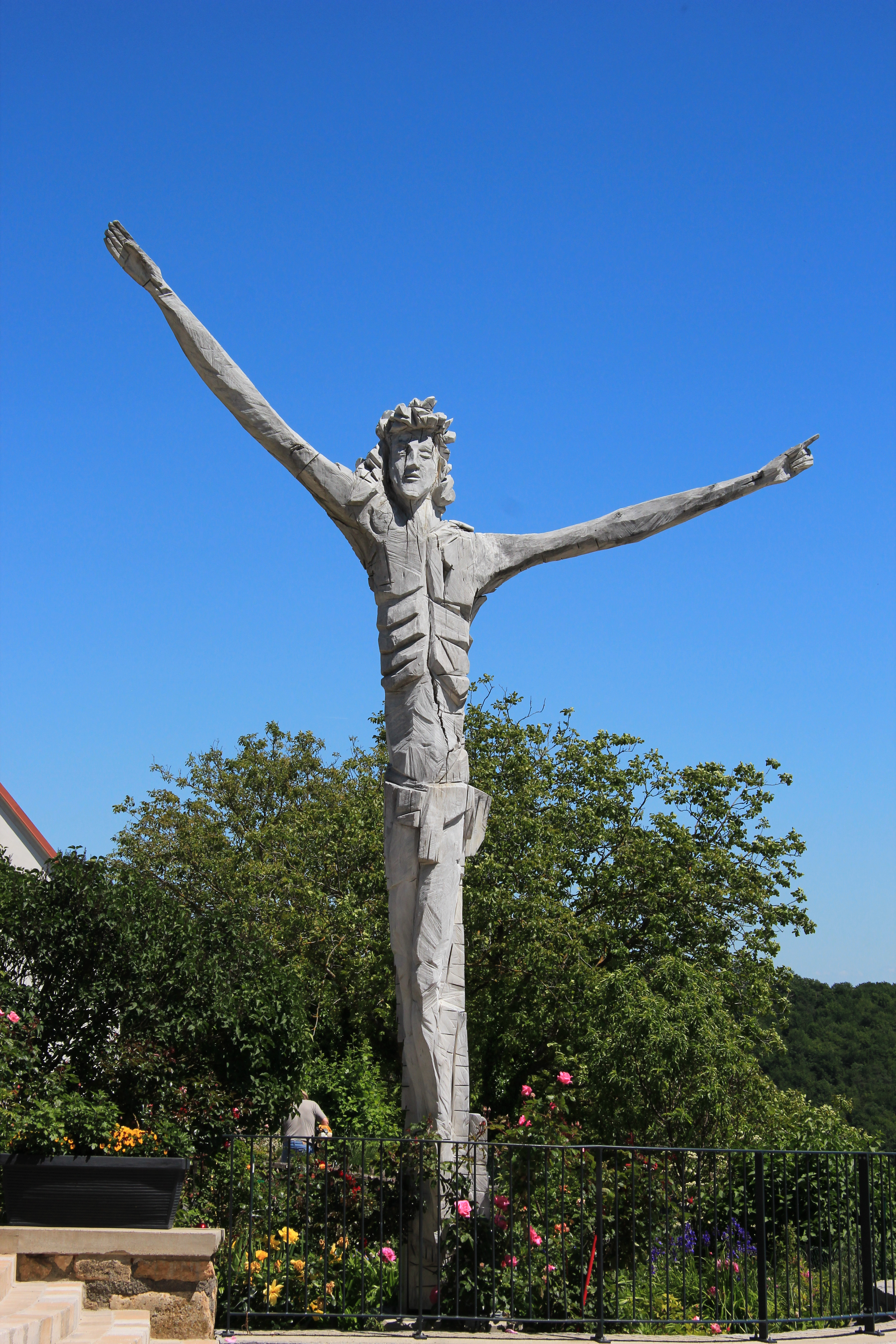
Modernes Kruzifix von Roswitha Dautermann am Kirchenvorplatz von Sankt Anna am Aigen

Roswitha Dautermann besuchte in Feldbach von 1968 bis 1976 die Volks- und Hauptschule. Danach absolvierte sie an der HTBLVA Graz-Ortweinschule die Abteilung Keramik bei Anna Losert, bevor sie in Linz ab 1981 an der Universität für künstlerische und industrielle Gestaltung Linz studierte. Die Meisterklasse für Keramik besuchte sie dort bei Günter Praschak und schloss ihr Studium 1987 mit dem Titel Magistra ab. Nach ihrem Studium arbeitete sie als freischaffende Künstlerin. Von 2004 bis 2022 war sie Lehrbeauftragte an der von ihr besuchten Ortweinschule in Graz.

## Werke (Auszug)
- Mahnmal für den Frieden in Sankt Anna am Aigen (2009)
- Neugestaltung des Pestbildstockes von Gniebing (2014)[2]
- Kruzifix vor dem Pfarrhof in Sankt Anna am Aigen
- Das „Tor der Barmherzigkeit“ in  der Basilika Mariatrost in Graz (2016)[3]
- Architektonische Planung und künstlerische Ausstattung der Kapelle Manning in Pirching am Traubenberg (2017)[4]
- Kunst am Bau beim Gemeindekindergarten in Bad Gleichenberg (2001)
- Geländer an der Pfarrkirche St. Oswald (Eisenerz) (2017)[5]
- Neugestaltung des Kreisverkehres Kreuzung Industriestraße in Lannach (2013)[6]
- Temporäre Verhüllung der Baustelle des Kirchturms in Straden

### Illustrationen
- Johann Schleich: Die schönsten oststeirischen Sagen. Vehling Verlag, Graz 2015, ISBN 978-3-85333261-0.
- Johann Schleich: Törin, Schratl und Nachtahnl: steirische Sagen und Geschichten aus längst vergangener Zeit. Vehling Verlag, Graz 2010, ISBN 978-3-85333173-6.
- Johann Schleich: Sagen und Schauplätze im Steirischen Vulkanland: eine phantastische Reise zu 68 Vulkangemeinden. Vehling Verlag, Graz 2004, ISBN 978-3-85333101-9.